# Luis Yarzábal

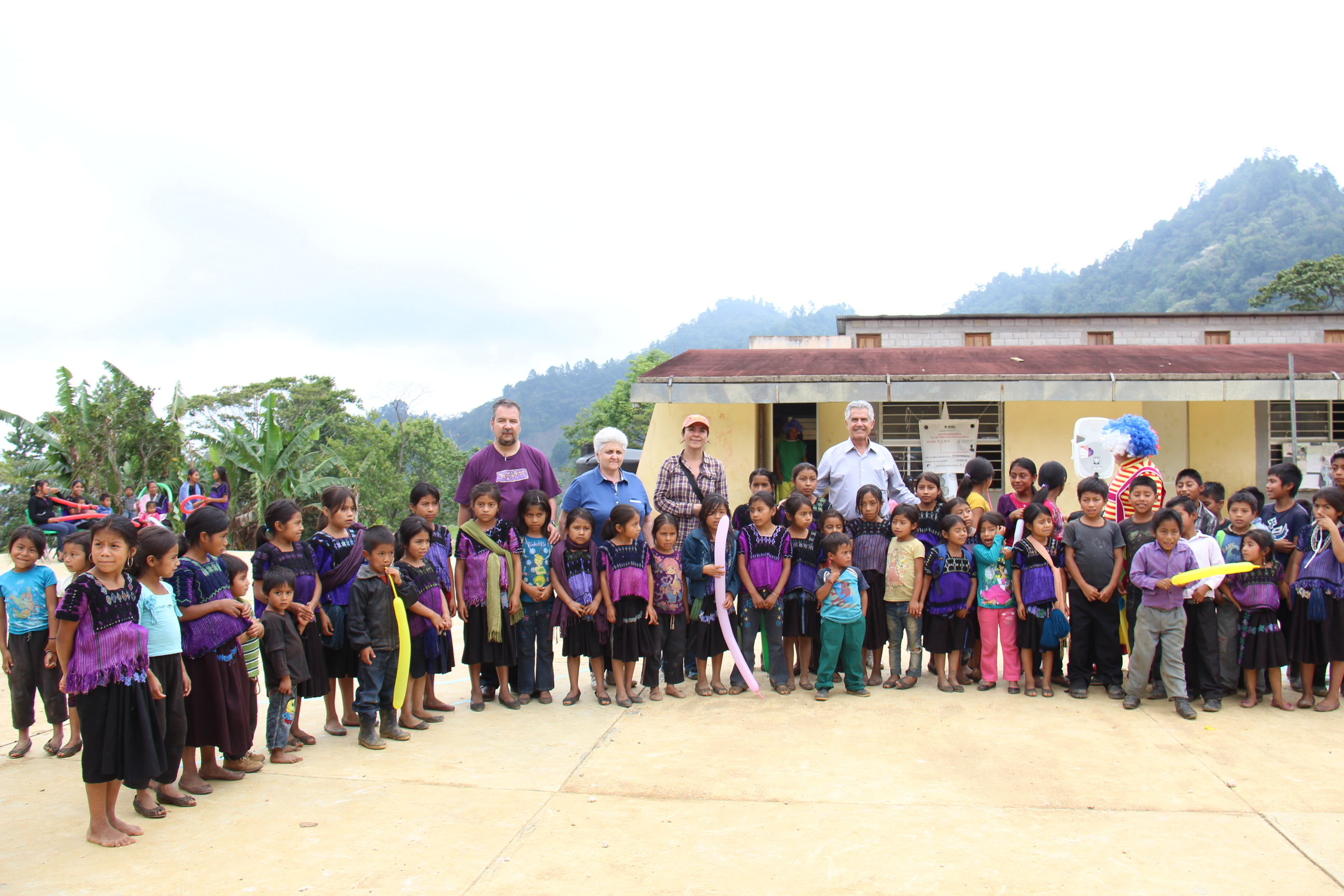
Recepción de la misión OMS por parte de la comunidad indígena Chimix en Chiapas, México.

Luis Alberto Yarzábal Terra (Melo, 30 de enero de 1938) es un médico, investigador y educador uruguayo. 
Desempeñó las funciones de director del Instituto de Higiene de la Facultad de Medicina de la Universidad de la República de Uruguay, presidente de la Comisión Sectorial de Investigación Científica (CSIC) de la Udelar, director-fundador del Centro Amazónico de Investigación y Control de Enfermedades Tropicales del Amazonas, Venezuela (CAICET), director del Instituto Internacional de Educación Superior para América Latina y el Caribe (IESALC) de UNESCO, director Nacional de Educación y presidente del Consejo Directivo Central, órgano rector de la Administración Nacional de Educación Pública del Uruguay (ANEP). Como líder académico, Yarzábal ha abogado por la creación de una red virtual iberoamericana de universidades públicas. * En acto presidencial de la nación, en 2011, Yarzábal fue designado miembro de la Junta de Transparencia y Ética Pública de Uruguay, organismo del cual fue presidente.En 2017 le fue conferido el título de doctor honoris causa por la Universidad Nacional de Córdoba, Argentina.

## Biografía
Se recibió de doctor en medicina en la Universidad de la República en 1964. Hizo estudios de postgrado en Immunoparasitología en la Universidad de Lille, Francia. Entre 1974 y 1976 fue investigador visitante del Instituto Pasteur de Lille. Entre 1978 y 2000 se desempeñó como profesor agregado en la Universidad Central de Venezuela. Fundó en Venezuela el Centro Amazónico para Investigación y Control de Enfermedades Tropicales del Estado Amazonas CAICET, ejerciendo su dirección desde 1982 a 1989. 
Desempeñó los cargos de: profesor asistente de Clínica Semiológica de la Facultad de Medicina, Udelar; profesor agregado de la Universidad Central de Venezuela (UCV); coordinador del Programa de Investigación y Control de Enfermedades Tropicales (PROICET Amazonas), Venezuela; director del CAICET (Amazonas, Venezuela); director del Instituto de Higiene de la Facultad de Medicina Udelar. Desde la dirección del IESALC UNESCO organizó y coordinó la Conferencia Regional de Educación Superior realizada en La Habana, Cuba, en 1996, y formó parte del equipo organizador de la Conferencia Mundial sobre el mismo tema realizada en la sede de la Unesco en París, en 1998.
Entre  2005 y 2010, ejerció los cargos de director Nacional de Educación Pública y presidente del CODICEN.
Desde 2011 hasta 2017 integró y presidió la Junta de Transparencia y Ética Pública (JUTEP) de Uruguay.  En 2014-2016 presidió el Comité Científico Asesor de la Junta Nacional de Drogas, Uruguay. Como asesor temporal de la OPS OMS ha formado parte de los Equipos Internacionales de Verificación de la eliminación de la oncocercosis en Ecuador (2014), México (2015) y Guatemala (2016), así como del Grupo Revisor del Dosier preparado por México (2016) para validación de la eliminación del tracoma en ese país. Desde 2017 es docente adscripto honorario del Departamento de Parasitología y Micología de la Facultad de Medicina Udelar.
Ha publicado 12 libros y más de 120 artículos científicos sobre biología parasitaria, inmunoparasitología, microbiología y educación superior. En esas publicaciones comunicó contribuciones al estudio de las micosis pulmonares, investigaciones sobre diagnóstico inmunológico de la hidatidosis, avances en el conocimiento de diversos antígenos parasitarios e investigaciones multidisciplinarias sobre la oncocercosis en América.